# セザール・トムソン
セザール・トムソン（César Thomson, 1857年3月18日 - 1931年8月21日）は、ベルギーのヴァイオリニスト、教育者、作曲家。

## 生涯
トムソンはリエージュに生まれた。7歳でリエージュ王立音楽院に入学した彼は、そこでデジレ・ヘインベルク、ロドルフ・マサール、ジャック・デュピュイらに師事した。トムソンは16歳にして「その当時存命のヴァイオリニストには並ぶ者のない技巧」を有するとされていた。また、彼はユベール・レオナールやヘンリク・ヴィエニャフスキ、アンリ・ヴュータンらからも教えを受けた。
1873年、トムソンは52人の奏者から成る私設オーケストラのコンサートマスターに就任した。この楽団のオーナーは1870年にスイスのルガーノ近郊、カノッビオに音楽の殿堂としてCastello di Trevanoを建設したロシアの銀行家、鉄道王であるPaul von Dervies男爵であった。男爵が意志を喪失して行方知れずとなり、トムソンは1877年にルガーノを後にするが、その頃に彼は地元の貴族の婦人であったLuisa Rivaと結婚している。1879年にはベルリンの管弦楽団で演奏していたトムソンは、ベルリン・フィルハーモニー管弦楽団の初代コンサートマスターを務め、1882年に母校のリエージュ王立音楽院においてヴァイオリンの教授に任用された。1897年になると、ウジェーヌ・イザイの後任としてブリュッセル王立音楽院の主任教授に就任した。彼は1898年に自らを第1ヴァイオリンとする弦楽四重奏団を設立している。
トムソンは1891年にライプツィヒ、1898年にブリュッセルで行った演奏会において、ソリストとして大きな成功を収めた。イギリスやアメリカでの評判はそれほど芳しくなかったものの、南アメリカでは人気を博した。彼は1924年から1927年にかけてニューヨークのイサカ・カレッジ及びジュリアード音楽院で教鞭を執った。
トムソンは当時存在感を失っていたパガニーニの楽曲を多く蘇演した。また、初期イタリア楽派やコレッリ、ヘンデル、タルティーニ、バッハ、ナルディーニ、ヴィターリといった作曲家の作品の校訂、編曲、編纂作業に大きな貢献を行った。トムソンの自作曲にはヴァイオリンと管弦楽のための『Zigeuner Rhapsody』（1909年）などがある。
トムソンはルガーノに程近いビッソーネで生涯を終えている。

## 遺産
トムソンの門下からはヒューゴ・アルヴェーン、エイルマー・ビュスト、エドウィン・グラッセ、ヨハン・ハルヴォルセン、パウル・コハンスキ、アルマ・ムーディ、ギジェルモ・ウリベ・オルギン、トニー・シュルッツェ、ハイドン・ウッドなどが輩出している。また、彼はアメリカの2つの重要な室内楽団であるフロンザリー四重奏団の3人と、ツェルナー四重奏団の少なくとも2人の特訓に大きな役割を果たし、後者はトムソンの私的な夜会においてヨーロッパデビューを果たした。
リエージュにはトムソンの名を冠したセザール・トムソン通り（Boulevard César Thomson）がある。